# Amt Bad Oldesloe-Land
Amt Bad Oldesloe-Land er et amt i det nordlige Tyskland, beliggende under Kreis Stormarn. Kreis Stormarn ligger i delstaten Slesvig-Holsten. Administration er beliggende i byen Bad Oldesloe, men denne er ikke en del af amtet.

## Geografi
Amtets kommuner ligger i området omkring sammenløbet af vandløbene Barnitz, Beste og Trave.

## Kommuner i amtet
| 1. Grabau 2. Lasbek 3. Meddewade | 1. Neritz 2. Pölitz 3. Rethwisch | 1. Rümpel 2. Steinburg 3. Travenbrück |

## Eksterne kilder og henvisninger
- Amt Bad Oldesloe-Land